# Madrid En Pie Municipalista
Izquierda Unida Madrid En Pie Municipalista fue una coalición electoral formada por Izquierda Unida,  Anticapitalistas Madrid y Bancada Municipalista (antes Ganemos) para concurrir a las elecciones municipales de 2019 en Madrid. Se presentó con el nombre de Madrid en Pie Municipalista el 28 de marzo de 2019. Integrada por críticos con la gestión de Manuela Carmena como alcaldesa de Madrid, los encargados de presentar la iniciativa, los concejales del Grupo Municipal de Ahora Madrid Rommy Arce, Pablo Carmona y Yolanda Rodríguez, anunciaron su intención de celebrar primarias en común «proporcionales y abiertas» para determinar la composición de la lista electoral. Carlos Sánchez Mato, concejal responsable del Área de Gobierno de Economía y Hacienda del Ayuntamiento de Madrid entre 2015 y 2017, fue el candidato más votado en las primarias, convirtiéndose en el número 1 de la lista.